# Elias Raymond
Elias Raymond (... – Avignone, 31 dicembre 1389) è stato un religioso francese, domenicano, proveniente da Tolosa.
Fu nominato Procuratore dell'Ordine durante il magistero di Simon de Langres. In seguito, il 21 febbraio 1365, fu nominato Vicario dell'Ordine da Urbano V.
All'epoca dello Scisma d'Occidente aderì al partito dell'antipapa Clemente VII e continuò a guidare l'ordine in suo nome, mentre veniva dichiarato decaduto fra i domenicani di obbedienza romana. Morì in Avignone il 31 dicembre 1389.